# Divisibilidad (teoría de anillos)
En matemáticas, la noción de divisibilidad surgió originalmente dentro del contexto de la aritmética de números enteros. Con el desarrollo del concepto abstracto de anillo, del que los números enteros son el arquetipo, la noción original de divisor encontró una extensión natural.
La divisibilidad es un concepto útil para el análisis de la estructura de un anillo conmutativo debido a su relación con la estructura ideal de dichos anillos.

## Definición
Sea R un anillo, y sean a y b elementos de R. Si existe un elemento x en R con ax = b, se dice que a es un divisor por la izquierda de b y que b es un múltiplo por la derecha de a. De manera similar, si existe un elemento y en R con ya = b, se dice que a es un divisor por la derecha de b y que b es un múltiplo por la izquierda de a. También se dice que a es un divisor por los dos lados de b si es tanto un divisor por la izquierda como por la derecha de b; no es necesario que la x y la y anteriores sean iguales.
Cuando R es conmutativo, las nociones de divisor por la izquierda, divisor por la derecha y divisor bilateral coinciden, por lo que se dice simplemente que a es un divisor de b, o que b es un múltiplo de a, y se escribe {\displaystyle a\mid b}. Los elementos a y b de un dominio de integridad son asociados si son {\displaystyle a\mid b} y {\displaystyle b\mid a}. La relación de asociado es una relación de equivalencia en R, por lo que divide R en clases de equivalencia disjuntas.
Nota: Aunque estas definiciones tienen sentido en cualquier magma, se utilizan principalmente cuando este magma es el monoide multiplicativo de un anillo.

## Propiedades
Las declaraciones sobre divisibilidad en un anillo conmutativo {\displaystyle R} se pueden traducir en declaraciones sobre el ideal principal. Por ejemplo,
- Se tiene que {\displaystyle a\mid b} si y solo si {\displaystyle (b)\subseteq (a)}.
- Los elementos a y b están asociados si y solo si {\displaystyle (a)=(b)}.
- Un elemento u es una unidad si y solo si u es divisor de cada elemento de R.
- Un elemento u es una unidad si y solo si {\displaystyle (u)=R}.
- Si {\displaystyle a=bu} para alguna unidad u, entonces a y b están asociados. Si R es un dominio de integridad, entonces lo contrario es cierto.
- Sea R un dominio integral. Si los elementos en R están totalmente ordenados por divisibilidad, entonces R se llama un anillo valorado.

En los ejemplos anteriores, {\displaystyle (a)} denota el ideal principal de {\displaystyle R} generado por el elemento {\displaystyle a}.

## Cero como divisor y divisores de cero
- Algunos autores imponen que a sea distinto de cero en la definición de divisor, pero esto provoca que algunas de las propiedades anteriores fallen.
- Si se interpreta la definición de divisor literalmente, cada a es divisor de 0, ya que x = 0. Debido a esto, es tradicional abusar de la terminología haciendo una excepción para los divisores de cero: se denomina a un elemento a en un anillo conmutativo divisor de cero si existe un x diferente de cero tal que ax = 0.[3]